# سیارک ۱۱۴۱
سیارک ۱۱۴۱ (به انگلیسی: 1141 Bohmia، نامگذاری:1930AA) هزار و صد و چهل و یکمین سیارک کشف شده‌است که در ۴ ژانویه ۱۹۳۰ و در هایدلبرگ کشف شد.
قدر مطلق سیارک برابر ۱۳٫۹۰ است.